# Cryptus minimus
Cryptus minimus là một loài tò vò trong họ Ichneumonidae.